# HEP Five
A HEP Five egy bevásárló- és szórakoztató központ Oszaka Kita-ku kerületében, melynek tetején egy 75 méter átmérőjű óriáskerék található. A kerék legmagasabb pontja 106 méter az épület magasságával együtt. Az építmény tulajdonosa a Hankyu REIT Inc. A központot 1998 novemberében adták át  a közönség számára.
Az óriáskerék a bevásárlóközpont hetedik emeletéről érhető el. 52 légkondicionált gondolája egyenként négy ember befogadására képes. A 15 perces menetek alatt a kerék tetejéről belátható Oszaka központja.